# Patrice Hollis
Patrice Hollis (Las Vegas, 1º settembre 1981) è una modella statunitense.
Modella di origini afroamericane, acquisì notorietà nel settembre del 2007, quando divenne "playmate del mese" su Playboy Magazine. Successivamente è comparsa in diversi video musicali di artisti celebri, tra cui Mary J. Blige, 50 Cent e Redman.
Nel biennio 2007-2008 è apparsa nella serie televisiva The Girls Next Door; nel 2008 in un video-documentario di Playboy e l'anno successivo nelle reality-serie Bridget's Sexiest Beaches e Kendra.